# Groot-Hamburgs voetbalkampioenschap 1921/22
In 1921/22 werd het 1ste Groot-Hamburgs voetbalkampioenschap gespeeld, dat georganiseerd werd door de Noord-Duitse voetbalbond. 
St. Georg/HT16 werd kampioen van de groep Alster en Eimsbütteler TV van de groep Elbe. Beiden plaatsten zich voor de Noord-Duitse eindronde, net als titelverdediger Hamburger SV. 
St. Georg werd vierde en Eimsbütteler derde. HSV werd kampioen en plaatste zich voor de eindronde om de Duitse landstitel. Na winst tegen Titania Stettin en Wacker München plaatste de club zich voor de finale tegen 1. FC Nürnberg. De eerste wedstrijd van de finale eindigde op 2-2 na drie uur en negen minuten toen de wedstrijd gestaakt werd door invallende duisternis. In de replay, zeven weken later, stond het na de reguliere speeltijd 1-1 gelijk. Nürnberg speelde nog maar met acht man (één rode kaart en twee blessures). Toen in de eerste verlenging een tweede speler van het veld gestuurd werd en Nürnberg nog maar met zeven was floot scheidsrechter Peco Bauwens de wedstrijd na de eerste verlenging af. Volgens de regel mocht er geen tweede verlenging meer komen als één partij nog maar zeven spelers telde. 
In november reikte de DFB de titel uit aan HSV die ze uiteindelijk weigerde. Tot op heden houdt de club vol dat het dat deed op aandringen van de bond maar de werkelijke achtergrond zal voor altijd onbekend blijven.
De clubs uit Harburg en Wilhelmsburg verkasten na dit seizoen naar de competitie van Noord-Hannover.

## 1. Klasse

### Groep Alster
| Plaats | Club                     | Wed. | W  | G | V | Saldo | Ptn   |
| ------ | ------------------------ | ---- | -- | - | - | ----- | ----- |
| 1.     | St. Georg/HT 16 Hamburg  | 14   | 10 | 3 | 1 | 47:16 | 23:5  |
| 2.     | SC Victoria Hamburg      | 14   | 8  | 4 | 2 | 26:10 | 20:8  |
| 3.     | Hamburger SV             | 14   | 8  | 2 | 4 | 60:17 | 18:10 |
| 4.     | SpVgg Ottensen 07        | 14   | 7  | 4 | 3 | 32:27 | 18:10 |
| 5.     | St. Pauli TV             | 14   | 3  | 5 | 6 | 13:31 | 11:17 |
| 6.     | SC Concordia 07 Wandsbek | 14   | 3  | 3 | 8 | 24:51 | 9:19  |
| 7.     | FC Teutonia Ottensen     | 14   | 1  | 5 | 8 | 18:44 | 7:21  |
| 8.     | FC Normannia 06 Harburg  | 14   | 1  | 4 | 9 | 17:41 | 6:22  |

|  | Geplaatst voor Noord-Duitse eindronde                     |
|  | Geplaatst voor Noord-Duitse eindronde als titelverdediger |
|  | Wisselt naar competitie Noord-Hannover 1922/23            |

### Groep Elbe
| Plaats | Club                          | Wed. | W  | G | V  | Saldo | Ptn   |
| ------ | ----------------------------- | ---- | -- | - | -- | ----- | ----- |
| 1.     | Eimsbütteler TV               | 14   | 12 | 1 | 1  | 57:17 | 25:3  |
| 2.     | Altonaer FC von 1893          | 14   | 11 | 1 | 2  | 70:13 | 23:5  |
| 3.     | FC Union 03 Altona            | 14   | 7  | 3 | 4  | 39:21 | 17:11 |
| 4.     | FK Rothenburgsort 08          | 14   | 7  | 0 | 7  | 35:38 | 14:14 |
| 5.     | FC Borussia 04 Harburg        | 14   | 5  | 1 | 8  | 27:34 | 11:17 |
| 6.     | FC Viktoria 1910 Wilhelmsburg | 14   | 5  | 0 | 9  | 18:49 | 10:18 |
| 7.     | SpVgg 03 Blankenese           | 14   | 4  | 0 | 10 | 21:60 | 8:20  |
| 8.     | SC Sperber 98 Hamburg         | 14   | 2  | 0 | 12 | 15:51 | 4:24  |

|  | Geplaatst voor Noord-Duitse eindronde          |
|  | Wisselt naar competitie Noord-Hannover 1922/23 |